# Paul Nitze
Paul Henry Nitze ou Paul Nitze, né le 16 janvier 1907 à Amherst (Massachusetts) et mort le 19 octobre 2004 à Washington (district de Columbia), est un officier supérieur du gouvernement américain principalement connu pour avoir participé à la politique américaine durant la guerre froide.

## Carrière politique
Il est membre du Committee on the Present Danger.